# Ad diem illum laetissimum
Die Enzyklika Ad diem illum laetissimum wurde am 2. Februar 1904 von Papst Pius X. veröffentlicht, sie bestätigt das „Geheimnis und die Bedeutung der Unbefleckten Empfängnis Mariens“ anlässlich der 50. Jubelfeier der Dogmenverkündigung.

## Das Dogma der „Unbefleckten Empfängnis Mariens“
Am 8. Dezember 1854 hat Papst Pius IX. mit der dogmatischen Bulle Ineffabilis Deus die Lehre verkündet, „welche festhält, dass die seligste Jungfrau Maria (Mutter Jesu) im ersten Augenblick ihrer Empfängnis ... von jeglichem Makel der Urschuld unversehrt bewahrt wurde“.

## Die Marienverehrung
Eine Erneuerung der Marienverehrung begann im 19. Jahrhundert, angestoßen durch Papst Pius IX., mit dem verkündeten Dogma von der Unbefleckten Empfängnis (vergl. die Dogmatische Konstitution Lumen gentium über die Kirche, Kapitel VIII: Die selige jungfräuliche Gottesmutter Maria im Geheimnis Christi und der Kirche). Diese dogmatische Verlautbarung diente späteren Päpsten als Grundlage zu den folgenden marianischen Enzykliken:
- Pius X. Ad diem illum laetissimus 1904 (ebendieser beschriebenen Enzyklika)
- Pius XII. Deiparae Virginis Mariae assumptio 1946, Fulgens corona 1953 und Ad caeli reginam 1954
- Paul VI. Mense Maio 1965, Christi matri rosarii 1966 und den beiden päpstlichen Rundschreiben Signum magnum 1967, Marialis cultus 1974
- Johannes Paul II. Redemptoris Mater 1987

## Inhaltsübersicht
1. Das Jubiläum des Immakulata-Dogmas
2. Die Immakulata als Hilfe der Kirche
3. Maria, Band der Einheit unter den Gliedern der Kirche
4. Jesus und Maria im Glaubensbewusstsein
5. Durch Maria erkennen wir am sichersten Jesus
6. Maria, Mutter Jesu und Mutter der Gläubigen
7. Die Anteilnahme Mariens am Leiden Christi
8. Theologische Gründe für die Gnadenvermittlung Mariens
9. Hauptzweck der Marienverehrung ist die Erkenntnis Jesu
10. Das Dogma von der Immakulata und die Flucht vor der Sünde
11. Die wahre Marienverehrung besteht in der Nachahmung Mariens
12. Maria und die theologischen Tugenden
13. Die Erbsünde und die kirchliche Lehre von der Immakulata
14. Der Rationalismus und die Immakulata
15. Die Immakulata führt zur Gottesliebe
16. Maria überwindet die modernen Irrlehren
17. Das außerordentliche Jubiläum
18. ... (Ablassgewährungen)
19. Maria, Stärke und Hoffnung der Kirche